# Бирюков, Фёдор Силантьевич
Фёдор Силантьевич Бирюков (1895 год, Владимирская губерния — 26 февраля 1945 года) — советский государственный, партийный и хозяйственный деятель, участник Великой Отечественной войны.

## Биография
Родился в по разным данным 1895 или 1899 году в Станковском сельсовете Вязниковского района Ивановской области, Вязниках или Вязьме. По национальности русский. Образование получил среднее. С 1915 года служил в армии, в 1918 году вступил в РККА, а в 1920 году был принят в РКП(б).
С 1920 года ответственный секретарь Вязниковского укома РКП(б). С 1924 года председатель Владимирского ГСНХ. С 1926 года председатель Белгородского окрисполкома. До сентября 1930 года председатель Елецкого окрисполкома. С 1930 по 1931 год слушал курсы Марксизма-ленинизма при ЦК ВКП(б) в Москве. С февраля 1932 года по август 1933 года председатель Щегловского (позже Кемеровского) горсовета, после чего был отозван в распоряжение Западно-Сибирский крайкома. С 20 декабря 1933 по 27 мая 1935 года председатель Омского горисполкома, снят с должности, арестован, исключен из партии. В октябре 1935 года был оправдан, освобождён и восстановлен в партии.
В связи с началом Великой Отечественной войны в июне 1941 года мобилизован по разным данным Ворошиловским РВК Воронежа, Ворошиловским РВК Ворошиловградской области, Вязниковским РВК Ивановской области. 31 октября 1942 года получил звание капитана. Был политработником. 7 сентября 1943 года, служа замполитом эвакуационного госпиталя № 2349, был награждён орденом Красной Звезды. В должности замполита 1-го отдельного запасного батальона военно-полевой почты погиб 26 февраля 1945 года. Похоронен на кладбище в Одинцове. На тот момент ближайшим родственником была его жена Бирюкова Мария Александровна, служившая в воинской части п/п 28473.